# Yo no sé decir adiós, amor / Elevar la producción
Yo no sé decir adiós, amor / Elevar la producción es un sencillo del cantautor chileno Payo Grondona, lanzado en 1971 bajo el sello DICAP y perteneciente al álbum Lo que son las cosas, ¿no?, lanzado ese mismo año por la misma casa discográfica.
El lado B del sencillo, «Elevar la producción», en el disco se llama «Elevar la producción también revolución», y ese mismo año la agrupación coterránea del artista, Tiemponuevo, realiza una versión de ella, que aparece iniciando su disco Ahora es Tiemponuevo.

## Lista de canciones
| Lado A |                              |          |  |
| N.º    | Título                       | Duración |  |
| 1.     | «Yo no sé decir adiós, amor» |          |  |

| Lado B |                        |          |  |
| N.º    | Título                 | Duración |  |
| 2.     | «Elevar la producción» |          |  |